# کمپله
کمپله (به فنلاندی: Kempele) یک منطقهٔ مسکونی در فنلاند است که در اوستروبوتنیای شمالی واقع شده‌است.

## خواهرخوانده
شهر الوا، استونی خواهرخواندهٔ کمپله هست.